# Circuit Franco-Belge 2023
Circuit Franco-Belge 2023 var den 82. udgave af det belgiske cykelløb Circuit Franco-Belge, tidligere kendt som Eurométropole Tour. Det 190,6 km lange linjeløb blev kørt i provinsen Hainaut den 28. september 2023 med start i Tournai og mål i Mont-de-l'Enclus. Løbet var en del af UCI ProSeries 2023.

## Resultat
| \| Samlede stilling \| Samlede stilling \| Samlede stilling \| Samlede stilling \| Samlede stilling \| \| Rytter \| Rytter \| Hold \| Tid \| \| \| ---------------- \| -------------------------- \| ------------------------ \| ---------------- \| ---------------- \| \| 1. \| Arnaud De Lie \| Lotto Dstny \| 4t 27' 52" \| \| \| 2. \| Rasmus Tiller \| Uno-X Pro Cycling Team \| + 0" \| \| \| 3. \| Corbin Strong \| Israel-Premier Tech \| + 0" \| \| \| 4. \| Tobias Halland Johannessen \| Uno-X Pro Cycling Team \| + 2" \| \| \| 5. \| Florian Sénéchal \| Soudal Quick-Step \| + 2" \| \| \| 6. \| Lorenzo Rota \| Intermarché-Circus-Wanty \| + 6" \| \| \| 7. \| Georg Zimmermann \| Intermarché-Circus-Wanty \| + 6" \| \| \| 8. \| Yves Lampaert \| Soudal Quick-Step \| + 8" \| \| \| 9. \| Toms Skujiņš \| Lidl-Trek \| + 9" \| \| \| 10. \| Anthony Turgis \| TotalEnergies \| + 13" \| \| |                            |                          |            |
| |                            |                          |            |
| Kilder: ProCyclingStats Cycling Archives |                            |                          |            |
| Samlede stilling |                            |                          |            |
| Rytter | Rytter                     | Hold                     | Tid        |
| 1. | Arnaud De Lie              | Lotto Dstny              | 4t 27' 52" |
| 2. | Rasmus Tiller              | Uno-X Pro Cycling Team   | + 0"       |
| 3. | Corbin Strong              | Israel-Premier Tech      | + 0"       |
| 4. | Tobias Halland Johannessen | Uno-X Pro Cycling Team   | + 2"       |
| 5. | Florian Sénéchal           | Soudal Quick-Step        | + 2"       |
| 6. | Lorenzo Rota               | Intermarché-Circus-Wanty | + 6"       |
| 7. | Georg Zimmermann           | Intermarché-Circus-Wanty | + 6"       |
| 8. | Yves Lampaert              | Soudal Quick-Step        | + 8"       |
| 9. | Toms Skujiņš               | Lidl-Trek                | + 9"       |
| 10. | Anthony Turgis             | TotalEnergies            | + 13"      |

## Hold og ryttere
| UCI WorldTeams (7)- AG2R Citroën Team - Alpecin-Deceuninck - Cofidis - Intermarché-Circus-Wanty - Lidl-Trek - Soudal Quick-Step - Arkéa-Samsic UCI ProTeams (9)- Bingoal WB - Bolton Equities Black Spoke Pro Cycling - Human Powered Health - Israel-Premier Tech - Lotto Dstny - Q36.5 Pro Cycling Team - Team Flanders-Baloise - TotalEnergies - Uno-X Pro Cycling Team UCI Kontinentalhold (4)- À Bloc CT - Matériel-vélo.com - Van Rysel-Roubaix Lille Métropole - Volkerwessels Cycling Team |
| |

### Danske ryttere
| Danske ryttere på startlisten |                    |                        |           |
| Rygnummer                     | Rytter             | Hold                   | Placering |
| 27                            | Joshua Gudnitz     | Cofidis                | DNF       |
| 62                            | Kasper Asgreen     | Soudal Quick-Step      | 46        |
| 91                            | Anthon Charmig     | Uno-X Pro Cycling Team | 15        |
| 94                            | Niklas Larsen      | Uno-X Pro Cycling Team | 79        |
| 95                            | William Blume Levy | Uno-X Pro Cycling Team | 63        |

* DNF = gennemførte ikke

### Startliste
| Alpecin-Deceuninck ADC | Alpecin-Deceuninck ADC   | Alpecin-Deceuninck ADC |
| ---------------------- | ------------------------ | ---------------------- |
| Nr.                    | Rytter                   | Placering              |
| 1                      | Jasper Philipsen (BEL)   | DNS                    |
| 2                      | Dries De Bondt (BEL)     | DNF                    |
| 3                      | Senne Leysen (BEL)       | DNF                    |
| 4                      | Lionel Taminiaux (BEL)   | 23.                    |
| 5                      | Oscar Riesebeek (NED)    | DNF                    |
| 6                      | David van der Poel (NED) | DNF                    |
| 7                      | Siebe Roesems (BEL)      | DNF                    |

| AG2R Citroën Team ACT | AG2R Citroën Team ACT   | AG2R Citroën Team ACT |
| --------------------- | ----------------------- | --------------------- |
| Nr.                   | Rytter                  | Placering             |
| 11                    | Stan Dewulf (BEL)       | 11.                   |
| 12                    | Pierre Gautherat (FRA)  | 50.                   |
| 13                    | Oliver Naesen (BEL)     | 39.                   |
| 14                    | Marc Sarreau (FRA)      | DNS                   |
| 15                    | Lawrence Naesen (BEL)   | 30.                   |
| 16                    | Greg Van Avermaet (BEL) | 25.                   |
| 17                    | Antoine Raugel (FRA)    | DNF                   |

| Cofidis COF | Cofidis COF               | Cofidis COF |
| ----------- | ------------------------- | ----------- |
| Nr.         | Rytter                    | Placering   |
| 21          | Piet Allegaert (BEL)      | DNF         |
| 22          | Bryan Coquard (FRA)       | DNF         |
| 23          | Alexandre Delettre (FRA)  | 18.         |
| 24          | Pierre-Luc Périchon (FRA) | DNF         |
| 25          | Jelle Wallays (BEL)       | DNF         |
| 26          | Axel Zingle (FRA)         | 51.         |
| 27          | Joshua Gudnitz (DEN)      | DNF         |

| Lidl-Trek LTK | Lidl-Trek LTK                | Lidl-Trek LTK |
| ------------- | ---------------------------- | ------------- |
| Nr.           | Rytter                       | Placering     |
| 31            | Julien Bernard (FRA)         | 37.           |
| 32            | Tony Gallopin (FRA)          | 49.           |
| 33            | Daan Hoole (NED)             | 31.           |
| 34            | Alex Kirsch (LUX) (landevej) | DNF           |
| 35            | Toms Skujiņš (LAT)           | 9.            |
| 36            | Jasper Stuyven (BEL)         | 20.           |
| 37            | Otto Vergaerde (BEL)         | DNF           |

| Lotto Dstny LTD | Lotto Dstny LTD          | Lotto Dstny LTD |
| --------------- | ------------------------ | --------------- |
| Nr.             | Rytter                   | Placering       |
| 41              | Arnaud De Lie (BEL)      | 1.              |
| 42              | Ramses Debruyne (BEL)    | 65.             |
| 43              | Victor Campenaerts (BEL) | 44.             |
| 44              | Alec Segaert (BEL)       | 36.             |
| 45              | Frederik Frison (BEL)    | DNF             |
| 46              | Maxim Van Gils (BEL)     | 40.             |
| 47              | Florian Vermeersch (BEL) | 13.             |

| Arkéa-Samsic ARK | Arkéa-Samsic ARK      | Arkéa-Samsic ARK |
| ---------------- | --------------------- | ---------------- |
| Nr.              | Rytter                | Placering        |
| 51               | Nacer Bouhanni (FRA)  | DNF              |
| 52               | Amaury Capiot (BEL)   | 57.              |
| 53               | Élie Gesbert (FRA)    | 22.              |
| 54               | Mathis Le Berre (FRA) | 27.              |
| 55               | Matis Louvel (FRA)    | DNF              |
| 56               | Laurent Pichon (FRA)  | DNF              |
| 57               | Florian Dauphin (FRA) | DNF              |

| Soudal Quick-Step SOQ | Soudal Quick-Step SOQ  | Soudal Quick-Step SOQ |
| --------------------- | ---------------------- | --------------------- |
| Nr.                   | Rytter                 | Placering             |
| 61                    | Dries Devenyns (BEL)   | 43.                   |
| 62                    | Kasper Asgreen (DEN)   | 46.                   |
| 63                    | Yves Lampaert (BEL)    | 8.                    |
| 64                    | Florian Sénéchal (FRA) | 5.                    |
| 65                    | Pieter Serry (BEL)     | 38.                   |
| 66                    | Stan Van Tricht (BEL)  | 12.                   |
| 67                    | Louis Vervaeke (BEL)   | 32.                   |

| Israel-Premier Tech IPT | Israel-Premier Tech IPT | Israel-Premier Tech IPT |
| ----------------------- | ----------------------- | ----------------------- |
| Nr.                     | Rytter                  | Placering               |
| 71                      | Guillaume Boivin (CAN)  | 58.                     |
| 72                      | Ben Hermans (BEL)       | 56.                     |
| 73                      | Krists Neilands (LAT)   | DNS                     |
| 74                      | Jens Reynders (BEL)     | 52.                     |
| 75                      | Corbin Strong (NZL)     | 3.                      |
| 76                      | Tom Van Asbroeck (BEL)  | 53.                     |
| 77                      | Brady Gilmore (AUS)     | DNF                     |

| Intermarché-Circus-Wanty ICW | Intermarché-Circus-Wanty ICW | Intermarché-Circus-Wanty ICW |
| ---------------------------- | ---------------------------- | ---------------------------- |
| Nr.                          | Rytter                       | Placering                    |
| 81                           | Aimé De Gendt (BEL)          | 14.                          |
| 82                           | Biniam Girmay (ERI)          | 16.                          |
| 83                           | Lorenzo Rota (ITA)           | 6.                           |
| 84                           | Dion Smith (NZL)             | DNF                          |
| 85                           | Mike Teunissen (NED)         | 24.                          |
| 86                           | Dries De Pooter (BEL)        | DNF                          |
| 87                           | Georg Zimmermann (GER)       | 7.                           |

| Uno-X Pro Cycling Team UXT | Uno-X Pro Cycling Team UXT       | Uno-X Pro Cycling Team UXT |
| -------------------------- | -------------------------------- | -------------------------- |
| Nr.                        | Rytter                           | Placering                  |
| 91                         | Anthon Charmig (DEN)             | 15.                        |
| 92                         | Martin Bugge Urianstad (NOR)     | 29.                        |
| 93                         | Ådne Holter (NOR)                | DNF                        |
| 94                         | Niklas Larsen (DEN)              | 79.                        |
| 95                         | William Blume Levy (DEN)         | 63.                        |
| 96                         | Tobias Halland Johannessen (NOR) | 4.                         |
| 97                         | Rasmus Tiller (NOR)              | 2.                         |

| Q36.5 Pro Cycling Team Q36 | Q36.5 Pro Cycling Team Q36 | Q36.5 Pro Cycling Team Q36 |
| -------------------------- | -------------------------- | -------------------------- |
| Nr.                        | Rytter                     | Placering                  |
| 101                        | Jack Bauer (NZL)           | 77.                        |
| 102                        | Fabio Christen (SUI)       | 19.                        |
| 103                        | Tom Devriendt (BEL)        | DNS                        |
| 104                        | Tobias Ludvigsson (SWE)    | 78.                        |
| 105                        | Matteo Moschetti (ITA)     | 81.                        |
| 106                        | Cyrus Monk (AUS)           | 74.                        |
| 107                        | Joey Rosskopf (USA)        | 75.                        |

| TotalEnergies TEN | TotalEnergies TEN       | TotalEnergies TEN |
| ----------------- | ----------------------- | ----------------- |
| Nr.               | Rytter                  | Placering         |
| 111               | Fabien Doubey (FRA)     | 42.               |
| 112               | Sandy Dujardin (FRA)    | 17.               |
| 113               | Émilien Jeannière (FRA) | DNF               |
| 114               | Julien Simon (FRA)      | DNF               |
| 115               | Geoffrey Soupe (FRA)    | 28.               |
| 116               | Anthony Turgis (FRA)    | 10.               |
| 117               | Dries Van Gestel (BEL)  | 45.               |

| Team Flanders-Baloise TFB | Team Flanders-Baloise TFB | Team Flanders-Baloise TFB |
| ------------------------- | ------------------------- | ------------------------- |
| Nr.                       | Rytter                    | Placering                 |
| 121                       | Alex Colman (BEL)         | 60.                       |
| 122                       | Kamiel Bonneu (BEL)       | 64.                       |
| 123                       | Vito Braet (BEL)          | 48.                       |
| 124                       | Gilles De Wilde (BEL)     | 73.                       |
| 125                       | Ruben Apers (BEL)         | 21.                       |
| 126                       | Sander De Pestel (BEL)    | 35.                       |
| 127                       | Ward Vanhoof (BEL)        | DNF                       |

| Bingoal WB BWB | Bingoal WB BWB                 | Bingoal WB BWB |
| -------------- | ------------------------------ | -------------- |
| Nr.            | Rytter                         | Placering      |
| 131            | Louis Blouwe (BEL)             | 55.            |
| 132            | Ceriel Desal (BEL)             | 61.            |
| 133            | Luca De Meester (BEL)          | 71.            |
| 134            | Rémy Mertz (BEL)               | 66.            |
| 135            | Ludovic Robeet (BEL)           | DNF            |
| 136            | Luca Van Boven (BEL)           | 33.            |
| 137            | Guillaume Van Keirsbulck (BEL) | DNF            |

| Human Powered Health HPM | Human Powered Health HPM       | Human Powered Health HPM |
| ------------------------ | ------------------------------ | ------------------------ |
| Nr.                      | Rytter                         | Placering                |
| 141                      | Stanisław Aniołkowski (POL)    | DNF                      |
| 142                      | Stephen Bassett (USA)          | 76.                      |
| 143                      | Charles-Étienne Chrétien (CAN) | DNF                      |
| 144                      | Pier-André Côté (CAN)          | 72.                      |
| 145                      | Bart Lemmen (NED)              | 54.                      |
| 146                      | Scott McGill (USA)             | DNF                      |
| 147                      | Sebastian Schönberger (AUT)    | 70.                      |

| Bolton Equities Black Spoke Pro Cycling BEB | Bolton Equities Black Spoke Pro Cycling BEB | Bolton Equities Black Spoke Pro Cycling BEB |
| ------------------------------------------- | ------------------------------------------- | ------------------------------------------- |
| Nr.                                         | Rytter                                      | Placering                                   |
| 151                                         | Mark Stewart (GBR)                          | 62.                                         |
| 152                                         | Rory Townsend (IRL)                         | DNF                                         |
| 153                                         | Jacob Scott (GBR)                           | 59.                                         |
| 154                                         | James Fouché (NZL)                          | 34.                                         |
| 155                                         | Ryan Christensen (NZL)                      | DNF                                         |
| 156                                         | Paul Wright (NZL)                           | 41.                                         |
| 157                                         | Victor Vercouillie (BEL)                    | 83.                                         |

| Matériel-vélo.com GDM | Matériel-vélo.com GDM       | Matériel-vélo.com GDM |
| --------------------- | --------------------------- | --------------------- |
| Nr.                   | Rytter                      | Placering             |
| 171                   | Theo Bonnet (BEL)           | DNF                   |
| 172                   | Clément Vasseur (BEL)       | DNF                   |
| 173                   | Johan Vincent (BEL)         | DNF                   |
| 175                   | Alexandre Kess (LUX)        | DNF                   |
| 176                   | Tristan Scherpenbergh (BEL) | 69.                   |
| 177                   | Alessandro Tuscano (BEL)    | DNF                   |

| VolkerWessels Cycling Team VWE | VolkerWessels Cycling Team VWE | VolkerWessels Cycling Team VWE |
| ------------------------------ | ------------------------------ | ------------------------------ |
| Nr.                            | Rytter                         | Placering                      |
| 181                            | Rindert Buiter (NED)           | DNF                            |
| 182                            | Zak Coleman (GBR)              | DNF                            |
| 183                            | Jasper Haest (NED)             | DNF                            |
| 184                            | Bert-Jan Lindeman (NED)        | DNF                            |
| 185                            | Peter Schulting (NED)          | DNS                            |
| 187                            | Thimo Willems (BEL)            | DNF                            |

| À Bloc CT ABC | À Bloc CT ABC              | À Bloc CT ABC |
| ------------- | -------------------------- | ------------- |
| Nr.           | Rytter                     | Placering     |
| 191           | Mike Schuch (NED)          | DNF           |
| 192           | Luuk Herben (NED)          | DNF           |
| 193           | Jan-Willem van Schip (NED) | DNF           |
| 194           | Meindert Weulink (NED)     | 84.           |
| 195           | Nils Sinschek (NED)        | 68.           |
| 196           | Otto van Zanden (NED)      | 67.           |
| 197           | Martijn Rasenberg (NED)    | DNF           |

| Van Rysel-Roubaix Lille Métropole VRL | Van Rysel-Roubaix Lille Métropole VRL | Van Rysel-Roubaix Lille Métropole VRL |
| ------------------------------------- | ------------------------------------- | ------------------------------------- |
| Nr.                                   | Rytter                                | Placering                             |
| 201                                   | Célestin Guillon (FRA)                | DNF                                   |
| 202                                   | Maxime Jarnet (FRA)                   | 26.                                   |
| 203                                   | Maximilien Juillard (FRA)             | 80.                                   |
| 205                                   | Jérémy Leveau (FRA)                   | 47.                                   |
| 206                                   | Norman Vahtra (EST)                   | DNF                                   |
| 207                                   | Kenny Molly (BEL)                     | 82.                                   |

| Alpecin-Deceuninck ADC | Alpecin-Deceuninck ADC   | Alpecin-Deceuninck ADC |
| ---------------------- | ------------------------ | ---------------------- |
| Nr.                    | Rytter                   | Placering              |
| 1                      | Jasper Philipsen (BEL)   | DNS                    |
| 2                      | Dries De Bondt (BEL)     | DNF                    |
| 3                      | Senne Leysen (BEL)       | DNF                    |
| 4                      | Lionel Taminiaux (BEL)   | 23.                    |
| 5                      | Oscar Riesebeek (NED)    | DNF                    |
| 6                      | David van der Poel (NED) | DNF                    |
| 7                      | Siebe Roesems (BEL)      | DNF                    |

| AG2R Citroën Team ACT | AG2R Citroën Team ACT   | AG2R Citroën Team ACT |
| --------------------- | ----------------------- | --------------------- |
| Nr.                   | Rytter                  | Placering             |
| 11                    | Stan Dewulf (BEL)       | 11.                   |
| 12                    | Pierre Gautherat (FRA)  | 50.                   |
| 13                    | Oliver Naesen (BEL)     | 39.                   |
| 14                    | Marc Sarreau (FRA)      | DNS                   |
| 15                    | Lawrence Naesen (BEL)   | 30.                   |
| 16                    | Greg Van Avermaet (BEL) | 25.                   |
| 17                    | Antoine Raugel (FRA)    | DNF                   |

| Cofidis COF | Cofidis COF               | Cofidis COF |
| ----------- | ------------------------- | ----------- |
| Nr.         | Rytter                    | Placering   |
| 21          | Piet Allegaert (BEL)      | DNF         |
| 22          | Bryan Coquard (FRA)       | DNF         |
| 23          | Alexandre Delettre (FRA)  | 18.         |
| 24          | Pierre-Luc Périchon (FRA) | DNF         |
| 25          | Jelle Wallays (BEL)       | DNF         |
| 26          | Axel Zingle (FRA)         | 51.         |
| 27          | Joshua Gudnitz (DEN)      | DNF         |

| Lidl-Trek LTK | Lidl-Trek LTK                | Lidl-Trek LTK |
| ------------- | ---------------------------- | ------------- |
| Nr.           | Rytter                       | Placering     |
| 31            | Julien Bernard (FRA)         | 37.           |
| 32            | Tony Gallopin (FRA)          | 49.           |
| 33            | Daan Hoole (NED)             | 31.           |
| 34            | Alex Kirsch (LUX) (landevej) | DNF           |
| 35            | Toms Skujiņš (LAT)           | 9.            |
| 36            | Jasper Stuyven (BEL)         | 20.           |
| 37            | Otto Vergaerde (BEL)         | DNF           |

| Lotto Dstny LTD | Lotto Dstny LTD          | Lotto Dstny LTD |
| --------------- | ------------------------ | --------------- |
| Nr.             | Rytter                   | Placering       |
| 41              | Arnaud De Lie (BEL)      | 1.              |
| 42              | Ramses Debruyne (BEL)    | 65.             |
| 43              | Victor Campenaerts (BEL) | 44.             |
| 44              | Alec Segaert (BEL)       | 36.             |
| 45              | Frederik Frison (BEL)    | DNF             |
| 46              | Maxim Van Gils (BEL)     | 40.             |
| 47              | Florian Vermeersch (BEL) | 13.             |

| Arkéa-Samsic ARK | Arkéa-Samsic ARK      | Arkéa-Samsic ARK |
| ---------------- | --------------------- | ---------------- |
| Nr.              | Rytter                | Placering        |
| 51               | Nacer Bouhanni (FRA)  | DNF              |
| 52               | Amaury Capiot (BEL)   | 57.              |
| 53               | Élie Gesbert (FRA)    | 22.              |
| 54               | Mathis Le Berre (FRA) | 27.              |
| 55               | Matis Louvel (FRA)    | DNF              |
| 56               | Laurent Pichon (FRA)  | DNF              |
| 57               | Florian Dauphin (FRA) | DNF              |

| Soudal Quick-Step SOQ | Soudal Quick-Step SOQ  | Soudal Quick-Step SOQ |
| --------------------- | ---------------------- | --------------------- |
| Nr.                   | Rytter                 | Placering             |
| 61                    | Dries Devenyns (BEL)   | 43.                   |
| 62                    | Kasper Asgreen (DEN)   | 46.                   |
| 63                    | Yves Lampaert (BEL)    | 8.                    |
| 64                    | Florian Sénéchal (FRA) | 5.                    |
| 65                    | Pieter Serry (BEL)     | 38.                   |
| 66                    | Stan Van Tricht (BEL)  | 12.                   |
| 67                    | Louis Vervaeke (BEL)   | 32.                   |

| Israel-Premier Tech IPT | Israel-Premier Tech IPT | Israel-Premier Tech IPT |
| ----------------------- | ----------------------- | ----------------------- |
| Nr.                     | Rytter                  | Placering               |
| 71                      | Guillaume Boivin (CAN)  | 58.                     |
| 72                      | Ben Hermans (BEL)       | 56.                     |
| 73                      | Krists Neilands (LAT)   | DNS                     |
| 74                      | Jens Reynders (BEL)     | 52.                     |
| 75                      | Corbin Strong (NZL)     | 3.                      |
| 76                      | Tom Van Asbroeck (BEL)  | 53.                     |
| 77                      | Brady Gilmore (AUS)     | DNF                     |

| Intermarché-Circus-Wanty ICW | Intermarché-Circus-Wanty ICW | Intermarché-Circus-Wanty ICW |
| ---------------------------- | ---------------------------- | ---------------------------- |
| Nr.                          | Rytter                       | Placering                    |
| 81                           | Aimé De Gendt (BEL)          | 14.                          |
| 82                           | Biniam Girmay (ERI)          | 16.                          |
| 83                           | Lorenzo Rota (ITA)           | 6.                           |
| 84                           | Dion Smith (NZL)             | DNF                          |
| 85                           | Mike Teunissen (NED)         | 24.                          |
| 86                           | Dries De Pooter (BEL)        | DNF                          |
| 87                           | Georg Zimmermann (GER)       | 7.                           |

| Uno-X Pro Cycling Team UXT | Uno-X Pro Cycling Team UXT       | Uno-X Pro Cycling Team UXT |
| -------------------------- | -------------------------------- | -------------------------- |
| Nr.                        | Rytter                           | Placering                  |
| 91                         | Anthon Charmig (DEN)             | 15.                        |
| 92                         | Martin Bugge Urianstad (NOR)     | 29.                        |
| 93                         | Ådne Holter (NOR)                | DNF                        |
| 94                         | Niklas Larsen (DEN)              | 79.                        |
| 95                         | William Blume Levy (DEN)         | 63.                        |
| 96                         | Tobias Halland Johannessen (NOR) | 4.                         |
| 97                         | Rasmus Tiller (NOR)              | 2.                         |

| Q36.5 Pro Cycling Team Q36 | Q36.5 Pro Cycling Team Q36 | Q36.5 Pro Cycling Team Q36 |
| -------------------------- | -------------------------- | -------------------------- |
| Nr.                        | Rytter                     | Placering                  |
| 101                        | Jack Bauer (NZL)           | 77.                        |
| 102                        | Fabio Christen (SUI)       | 19.                        |
| 103                        | Tom Devriendt (BEL)        | DNS                        |
| 104                        | Tobias Ludvigsson (SWE)    | 78.                        |
| 105                        | Matteo Moschetti (ITA)     | 81.                        |
| 106                        | Cyrus Monk (AUS)           | 74.                        |
| 107                        | Joey Rosskopf (USA)        | 75.                        |

| TotalEnergies TEN | TotalEnergies TEN       | TotalEnergies TEN |
| ----------------- | ----------------------- | ----------------- |
| Nr.               | Rytter                  | Placering         |
| 111               | Fabien Doubey (FRA)     | 42.               |
| 112               | Sandy Dujardin (FRA)    | 17.               |
| 113               | Émilien Jeannière (FRA) | DNF               |
| 114               | Julien Simon (FRA)      | DNF               |
| 115               | Geoffrey Soupe (FRA)    | 28.               |
| 116               | Anthony Turgis (FRA)    | 10.               |
| 117               | Dries Van Gestel (BEL)  | 45.               |

| Team Flanders-Baloise TFB | Team Flanders-Baloise TFB | Team Flanders-Baloise TFB |
| ------------------------- | ------------------------- | ------------------------- |
| Nr.                       | Rytter                    | Placering                 |
| 121                       | Alex Colman (BEL)         | 60.                       |
| 122                       | Kamiel Bonneu (BEL)       | 64.                       |
| 123                       | Vito Braet (BEL)          | 48.                       |
| 124                       | Gilles De Wilde (BEL)     | 73.                       |
| 125                       | Ruben Apers (BEL)         | 21.                       |
| 126                       | Sander De Pestel (BEL)    | 35.                       |
| 127                       | Ward Vanhoof (BEL)        | DNF                       |

| Bingoal WB BWB | Bingoal WB BWB                 | Bingoal WB BWB |
| -------------- | ------------------------------ | -------------- |
| Nr.            | Rytter                         | Placering      |
| 131            | Louis Blouwe (BEL)             | 55.            |
| 132            | Ceriel Desal (BEL)             | 61.            |
| 133            | Luca De Meester (BEL)          | 71.            |
| 134            | Rémy Mertz (BEL)               | 66.            |
| 135            | Ludovic Robeet (BEL)           | DNF            |
| 136            | Luca Van Boven (BEL)           | 33.            |
| 137            | Guillaume Van Keirsbulck (BEL) | DNF            |

| Human Powered Health HPM | Human Powered Health HPM       | Human Powered Health HPM |
| ------------------------ | ------------------------------ | ------------------------ |
| Nr.                      | Rytter                         | Placering                |
| 141                      | Stanisław Aniołkowski (POL)    | DNF                      |
| 142                      | Stephen Bassett (USA)          | 76.                      |
| 143                      | Charles-Étienne Chrétien (CAN) | DNF                      |
| 144                      | Pier-André Côté (CAN)          | 72.                      |
| 145                      | Bart Lemmen (NED)              | 54.                      |
| 146                      | Scott McGill (USA)             | DNF                      |
| 147                      | Sebastian Schönberger (AUT)    | 70.                      |

| Bolton Equities Black Spoke Pro Cycling BEB | Bolton Equities Black Spoke Pro Cycling BEB | Bolton Equities Black Spoke Pro Cycling BEB |
| ------------------------------------------- | ------------------------------------------- | ------------------------------------------- |
| Nr.                                         | Rytter                                      | Placering                                   |
| 151                                         | Mark Stewart (GBR)                          | 62.                                         |
| 152                                         | Rory Townsend (IRL)                         | DNF                                         |
| 153                                         | Jacob Scott (GBR)                           | 59.                                         |
| 154                                         | James Fouché (NZL)                          | 34.                                         |
| 155                                         | Ryan Christensen (NZL)                      | DNF                                         |
| 156                                         | Paul Wright (NZL)                           | 41.                                         |
| 157                                         | Victor Vercouillie (BEL)                    | 83.                                         |

| Matériel-vélo.com GDM | Matériel-vélo.com GDM       | Matériel-vélo.com GDM |
| --------------------- | --------------------------- | --------------------- |
| Nr.                   | Rytter                      | Placering             |
| 171                   | Theo Bonnet (BEL)           | DNF                   |
| 172                   | Clément Vasseur (BEL)       | DNF                   |
| 173                   | Johan Vincent (BEL)         | DNF                   |
| 175                   | Alexandre Kess (LUX)        | DNF                   |
| 176                   | Tristan Scherpenbergh (BEL) | 69.                   |
| 177                   | Alessandro Tuscano (BEL)    | DNF                   |

| VolkerWessels Cycling Team VWE | VolkerWessels Cycling Team VWE | VolkerWessels Cycling Team VWE |
| ------------------------------ | ------------------------------ | ------------------------------ |
| Nr.                            | Rytter                         | Placering                      |
| 181                            | Rindert Buiter (NED)           | DNF                            |
| 182                            | Zak Coleman (GBR)              | DNF                            |
| 183                            | Jasper Haest (NED)             | DNF                            |
| 184                            | Bert-Jan Lindeman (NED)        | DNF                            |
| 185                            | Peter Schulting (NED)          | DNS                            |
| 187                            | Thimo Willems (BEL)            | DNF                            |

| À Bloc CT ABC | À Bloc CT ABC              | À Bloc CT ABC |
| ------------- | -------------------------- | ------------- |
| Nr.           | Rytter                     | Placering     |
| 191           | Mike Schuch (NED)          | DNF           |
| 192           | Luuk Herben (NED)          | DNF           |
| 193           | Jan-Willem van Schip (NED) | DNF           |
| 194           | Meindert Weulink (NED)     | 84.           |
| 195           | Nils Sinschek (NED)        | 68.           |
| 196           | Otto van Zanden (NED)      | 67.           |
| 197           | Martijn Rasenberg (NED)    | DNF           |

| Van Rysel-Roubaix Lille Métropole VRL | Van Rysel-Roubaix Lille Métropole VRL | Van Rysel-Roubaix Lille Métropole VRL |
| ------------------------------------- | ------------------------------------- | ------------------------------------- |
| Nr.                                   | Rytter                                | Placering                             |
| 201                                   | Célestin Guillon (FRA)                | DNF                                   |
| 202                                   | Maxime Jarnet (FRA)                   | 26.                                   |
| 203                                   | Maximilien Juillard (FRA)             | 80.                                   |
| 205                                   | Jérémy Leveau (FRA)                   | 47.                                   |
| 206                                   | Norman Vahtra (EST)                   | DNF                                   |
| 207                                   | Kenny Molly (BEL)                     | 82.                                   |